# Dietanolamina
Dietanolamina, frequentemente abreviada como DEA, é um composto químico orgânico o qual é tanto uma amina secundária quanto um diálcool. Um diálcool tem dois grupos funcionais hidroxila em sua molécula. Como outras aminas, dietanolamina atua como uma base fraca.
Outros nomes ou sinônimos são bis(hidroxietil)amina, dietilolamina, hidroxidietilamina, diolamina, e 2,2'-iminodiethanol.
DEA e suas variantes químicas são ingredientes comuns em cosméticos e xampus, onde são usados para criar uma textura cremosa e ação espumante (respectivamente doador de viscosidade e espumacidade). Variantes de DEA incluem lauramida dietanolamina, coco dietanolamida, cocoamida dietanolamina ou amida de dietanolamina de óleo de coco, lauramida DEA, lauril dietanolamida, lauroil dietanolamida, e lauril dietanolamida.
A MEA (Metiletanolamina) e a DEA são utilizadas na indústria petrolífera para extrair, respectivamente, o gás carbônico e o gás sulfídrico.